# Андрейковская
Андрейковская — опустевшая деревня в Вельском районе Архангельской области. Входит в состав Муниципального образования «Благовещенское».

## География
Деревня расположена в 76 километрах на север от города Вельска, на правом берегу реки Устья притока Ваги вблизи впадения в неё ручья Андреевка. Ближайшие населённые пункты: на противоположном берегу реки деревни Рушановская и Ирзеньга.
Часовой пояс
Андрейковская, как и вся Архангельская область, находится в часовой зоне МСК (московское время). Смещение применяемого времени относительно UTC составляет +3:00.

## Население
| 2002 | 2010 | 2012 | 2014 |
| ---- | ---- | ---- | ---- |
| 9    | ↘4   | ↘2   | ↘0   |

## История
Указана в «Списке населённых мест по сведениям 1859 года» в составе Вельского уезда Вологодской губернии под номером «2406» как «Андрейкова (Часовенская)». Насчитывала 6 дворов, 29 жителей мужского пола и 25 женского.
В материалах оценочно-статистического исследования земель Вельского уезда упомянуто, что в 1900 году в административном отношении деревня входила в состав Чадромского сельского общества Леонтьевской волости. На момент переписи в селении Андрейковское (Часовенское) находилось 18 хозяйств, в которых проживало 52 жителей мужского пола и 58 женского.
В деревне находилась Никольская часовня, приписанная к Слободско-Благовещенскому приходу.